# Marvel Studios
Marvel Studios, LLC (ban đầu có tên là Marvel Films từ 1993–1996) là một xưởng phim điện ảnh Mỹ dựa trên The Walt Disney Studios ở Burbank, California. Vốn trước đây là một bộ phận của Marvel Entertainment, xưởng phim là một công ty con của The Walt Disney Studios, vốn là một bộ phận thuộc quyền sở hữu của Công ty Walt Disney, với nhà sản xuất phim Kevin Feige giữ chức chủ tịch.
Từ năm 2008, Marvel Studios đã phát hành 30 phim điện ảnh thuộc Vũ trụ Điện ảnh Marvel, từ Người Sắt (2008) đến Chiến binh Báo đen: Wakanda bất diệt (2022), 8 bộ phim truyền hình kể từ năm 2021, từ WandaVision (2021) đến She-Hulk: Attorney at Law (2022) và 2 phim truyền hình đặc biệt là Werewolf by Night (2022) và The Guardians of the Galaxy Holiday Special (2022). Phim truyền hình What If...? (2021) là sản phẩm hoạt hình đầu tiên của xưởng phim. Những bộ phim và phim truyền hình này đều có tính liên tục với nhau, cùng với One-Shots do studio sản xuất. Loạt phim truyền hình do Marvel Television sản xuất cũng thừa nhận tính liên tục.
Biệt đội siêu anh hùng (2012), Người Sắt 3 (2013), Avengers: Đế chế Ultron (2015), Captain America: Nội chiến siêu anh hùng (2016), Chiến binh Báo Đen (2018), Avengers: Cuộc chiến vô cực (2018), Đại úy Marvel (2019), Avengers: Hồi kết (2019), Người Nhện: Xa nhà (2019) và Người Nhện: Không còn nhà (2021) đều nằm trong số 50 phim có doanh thu cao nhất mọi thời đại, trong đó Avengers: Hồi kết trở thành phim ăn khách nhất mọi thời đại từ tháng 7 năm 2019 đến tháng 3 năm 2021. Ngoài Vũ trụ Điện ảnh Marvel, Marvel Studios cũng tham gia sản xuất các thương hiệu phim có nhân vật Marvel khác đã vượt quá 1 tỷ USD doanh thu phòng vé Bắc Mỹ, bao gồm nhượng quyền nhiều phim X-Men và Người Nhện.

## Hoàn cảnh

### Thời kỳ Timely
Trong thời kỳ được gọi là Kỷ nguyên thời gian của Marvel, Captain America đã được cấp phép cho Republic Pictures làm một loạt phim chỉ để quảng cáo miễn phí. Không kịp cung cấp bất kỳ hình vẽ Captain America nào cùng với chiếc khiên của anh ta hoặc bất kỳ hình nền nào khác, và Republic đã tạo ra một hình nền hoàn toàn mới cho nhân vật và khắc họa nhân vật bằng cách sử dụng súng.

### Thời kỳ Marvel Entertainment Group
Từ cuối những năm 1970 đến đầu những năm 1990, Marvel Entertainment Group (MEG) đã bán các quyền lựa chọn cho các hãng phim để sản xuất phim dựa trên các nhân vật Marvel Comics. Một trong những siêu anh hùng của Marvel, Spider-Man, đã được lựa chọn vào cuối những năm 1970 và các quyền được hoàn lại cho Marvel mà không có bộ phim nào được sản xuất trong khung thời gian đã phân bổ. Từ năm 1986 đến năm 1996, hầu hết các nhân vật chính của Marvel đã được lựa chọn, bao gồm Fantastic Four, X-Men, Daredevil, Hulk, Silver Surfer và Iron Man. Một bộ phim Howard the Duck xuất hiện trên màn ảnh vào năm 1986, nhưng là thất bại phòng vé. MEG được New World Entertainment mua vào tháng 11 năm 1986 và chuyển sang sản xuất phim dựa trên các nhân vật Marvel. Nó phát hành The Punisher (1989) trước khi MEG được bán cho Tập đoàn Andrews của Ronald Perelman. Hai bộ phim khác đã được sản xuất: Captain America (1990) được phát hành tại Vương quốc Anh trên màn ảnh và trực tiếp qua video ở Hoa Kỳ, và The Fantastic Four (1994), không có ý định phát hành.

## Lịch sử

### Khi còn mang tên Marvel Films
Theo thỏa thuận ToyBiz của Marvel Entertainment Group (MEG) vào năm 1993, Avi Arad của ToyBiz được bổ nhiệm làm Chủ tịch kiêm Giám đốc điều hành của bộ phận Marvel Films và Công ty New World Entertainment Inc. New World là tập đoàn mẹ của MEG và sau đó là một công ty con của Tập đoàn Andrews. Marvel Productions đã trở thành New World Animation bởi năm 1993 như Marvel sẽ khởi động Marvel Films bao gồm Marvel Films Animation. Marvel Films Animation chia sẻ Tom Tataranowicz với New World Animation là người đứng đầu của sự phát triển và sản xuất. New World Animation (The Incredible Hulk), Saban (X-Men), và Marvel Films Animation (Spider-Man) từng sản xuất một seri Marvel cho truyền hình cho mùa 1996-1997. Đây là sản phẩm duy nhất của Marvel Films Animation. Đến cuối năm 1993, Arad và 20th Century Fox một thỏa thuận để thực hiện một bộ phim dựa trên X-Men.
Hoạt hình mới của New World Animated và Marvel Films Animation đã được Andrews Group bán lại cùng News Corporation / Fox như đã thông báo vào tháng 8 năm 1996. Là một phần trong hợp đồng này, Marvel đã cấp phép cho Captain America, Daredevil và Silver Surfer Trên Fox Kids Network và sản xuất bởi Saban. New World Animation tiếp tục sản xuất một bộ phim thứ hai của The Incredible Hulk cho UPN.

### Marvel Studios
Vào tháng 8 năm 1996, Marvel tạo ra Marvel Studios, một kết hợp của Marvel Films, do việc bán mới Nhóm Thế giới Communications Inc., đồng Andrews Nhóm công ty con của Marvel tại các trạm điện ảnh và truyền hình, đến News Corporation / Fox. Nộp đơn với Ủy ban Chứng khoán và Trao đổi Hoa Kỳ để quyên tiền để tài trợ cho tập đoàn mới này, Marvel, Zib, Inc của Isaac Perlmutter và Avi Arad đã bán cổ phiếu Toy Biz, Marvel đã bắt đầu và công bố vào tháng 2 năm 1995. Toy Biz đã đệ trình 7,5 triệu cổ phiếu với giá đóng cửa là 20,125 USD vào thời điểm đó, làm cho đợt chào bán trị giá khoảng 150 triệu USD. Toy Biz đã tìm cách bán 1 triệu cổ phiếu, và Marvel tìm cách bán 2.5 triệu cổ phiếu.
Jerry Calabrese, chủ tịch của Marvel Entertainment Group và Avi Arad, người đứng đầu Marvel Films và là giám đốc của Toy Biz, được giao quyền kiểm soát song song Marvel Studios. Dưới thời Calabrese và Arad, Marvel đã tìm cách kiểm soát tiền sản xuất bằng cách giao kịch bản, thuê đạo diễn và tuyển chọn nhân vật, cung cấp gói sản phẩm cho một đối tác studio lớn để quay phim và phân phối. Arad nói về mục tiêu kiểm soát, "Khi bạn bắt tay vào kinh doanh với một studio lớn, họ đang phát triển hàng trăm hoặc 500 dự án; bạn hoàn toàn bị mất. Điều đó không hiệu quả với chúng tôi. Chúng tôi sẽ không làm được điều đó nữa. Khoảng thời gian." Marvel Studios đã sắp xếp một thỏa thuận phát triển kéo dài 7 năm với 20th Century Fox để bao phủ các thị trường ở Hoa Kỳ và quốc tế. Vào tháng 12 năm sau, Marvel Entertainment Group đã thông qua kế hoạch tổ chức lại , bao gồm cả Marvel Studios như một phần của khoản đầu tư chiến lược. Đến năm 1997, Marvel Studios đã tích cực theo đuổi nhiều sản phẩm phim khác nhau dựa trên các nhân vật Marvel, bao gồm các bộ phim cuối cùng là X-Men (2000), Daredevil (2003), Elektra (2005) và Fantastic Four (2005). Các dự án chưa được thực hiện bao gồm Prince Namor, dựa trên nhân vật Namor và do Philip Kaufman làm đạo diễn, và Mort the Dead Teenager, dựa trên truyện tranh cùng tên và được viết bởi John Payson và người sáng tạo Mort Larry Hama. Marvel đang phát triển loạt phim hoạt hình Captain America với Saban Entertainment cho Fox Kids Network để khởi chiếu vào mùa thu năm 1998. Tuy nhiên, do phá sản, loạt phim đã bị hủy bỏ sau khi chỉ có thiết kế nhân vật và một đoạn phim quảng cáo dài một phút được thực hiện.

### Phim cấp phép
Năm 2004, David Maisel được thuê làm giám đốc điều hành của Marvel Studios khi ông có kế hoạch để hãng phim tự trang trải kinh phí. Marvel đã tham gia vào một cấu trúc nợ không truy đòi với Merrill Lynch đã được thế chấp bằng một số bản quyền phim cho tổng số 10 nhân vật từ kho tiền rộng lớn của Marvel. Theo các thông số của thỏa thuận ban đầu, Marvel nhận được 525 triệu USD để thực hiện tối đa 10 phim dựa trên tài sản của công ty trong 8 năm. Những nhân vật đó là: Ant-Man, The Avengers, Black Panther, Captain America, Cloak & Dagger, Doctor Strange, Hawkeye, Nick Fury, Power Pack và Shang-Chi. Ambac bảo đảm các bộ phim sẽ thành công hoặc họ sẽ trả tiền lãi cho khoản nợ và nhận tài sản thế chấp bản quyền phim.
Ban đầu Marvel Studios đang đàm phán với Universal Pictures với tư cách là nhà phân phối khả dĩ, vì Universal đã sở hữu bản quyền phim cho cả Hulk và Namor trong thời gian đó. Các cuộc đàm phán kéo dài, vì vậy hãng phim bắt đầu đàm phán với Paramount Pictures. Trong quý 2 năm 2005, Merrill cố gắng rút toàn bộ tài chính cho mỗi bộ phim, yêu cầu Marvel tài trợ 1/3 ngân sách. Marvel đã lấy lại bản quyền tại 5 vùng lãnh thổ nước ngoài từ Paramount để bán trước nhằm đáp ứng nhu cầu đó. Vào ngày 6 tháng 9 năm 2005, Marvel thông báo hợp đồng tài trợ Merrill Lynch với Paramount được thực hiện với tư cách là nhà tiếp thị và nhà phân phối. Ngoài ra, công ty mẹ đã đổi tên từ Marvel Enterprises, Inc. thành Marvel Entertainment, Inc. để phản ánh sự thay đổi sang hoạt động tự sản xuất.
Studio đã chuyển đến một địa điểm mới trên một đại lý của Mercedes-Benz ở Beverly Hills. Maisel cũng được bổ nhiệm làm phó chủ tịch của hãng phim, nhưng đã báo cáo cho Isaac Perlmutter. Vào tháng 10 năm 2005, Michael Helfant gia nhập hãng phim với tư cách là chủ tịch và giám đốc điều hành.
Vào tháng 11 năm 2005, Marvel đã giành được bản quyền làm phim cho Iron Man từ New Line Cinema . Marvel tiết lộ rằng họ đã giành lại quyền làm phim cho Hulk từ Universal vào tháng 2 năm 2006,  để đổi lấy việc để Universal sở hữu quyền phân phối The Incredible Hulk và quyền đầu tiên từ chối nhận quyền phân phối cho Marvel Studios sản xuất bất kỳ phim Hulk nào trong tương lai. Vào tháng 4 năm 2006, Thor được công bố là sản phẩm của Marvel Studios. Lions Gate Entertainment sau đó đã từ bỏ dự án phim điện ảnh Black Widow mà họ đã có từ năm 2004 để trao lại quyền cho Marvel.
Maisel và Arad tranh nhau về tỷ lệ phát hành phim và sức mạnh của các nhân vật trong tuyến phim. Perlmutter đã hỗ trợ Maisel và do đó, vào tháng 5 năm 2006, Arad thôi giữ chức vụ chủ tịch studio và Giám đốc điều hành. Vào tháng 3 năm 2007, David Maisel được bổ nhiệm làm chủ tịch và Kevin Feige được chỉ định là chủ tịch sản xuất khi Iron Man bắt đầu quay.
Vào tháng 1 năm 2008, Marvel Animation được thành lập để định hướng các nỗ lực của Marvel trong thị trường hoạt hình và giải trí gia đình, bao gồm cả các nỗ lực hoạt hình với Lionsgate và Nickelodeon. Vào tháng 3, công ty đã đồng ý phân phối cáp cơ bản năm hình ảnh với FX cho các phim Iron Man và The Incredible Hulk với các phim bổ sung sẽ được đặt tên sau đó. Vào tháng 11, Marvel Studios đã ký hợp đồng với Raleigh Studios để đặt trụ sở chính và văn phòng sản xuất và quay bốn bộ phim tiếp theo trên phương tiện của hãng phim, bao gồm cả Iron Man 2 và Thor, tại cơ sở ở Bãi biển Manhattan của họ. Đến tháng 9 năm 2008, Paramount bổ sung vào hợp đồng phân phối phim nội địa của mình 5 phim Marvel phân phối nước ngoài bổ sung.
Vào năm 2009, Marvel đã cố gắng thuê một nhóm các nhà văn để giúp đưa ra những cách sáng tạo để tung ra các sản phẩm ít được biết đến của mình, chẳng hạn như Black Panther, Cable, Iron Fist, Nighthawk và Vision. Đầu năm 2009, Sony trả lại tất cả bản quyền truyền hình Người Nhện (bao gồm cả người thật đóng) để đổi lấy sự điều chỉnh đối với bản quyền phim.

### Công ty con của tập đoàn Disney

Biểu trưng cũ của Marvel Studios (2013–2016)

Vào ngày 31 tháng 12 năm 2009, Công ty Walt Disney mua Marvel Entertainment với giá 4 tỷ đô la. Cả Marvel và Disney đều tuyên bố rằng việc sáp nhập sẽ không ảnh hưởng đến bất kỳ giao dịch nào đã có từ trước với các hãng phim khác trong thời điểm hiện tại,  mặc dù Disney cho biết họ sẽ phân phối các dự án Marvel trong tương lai với hãng phim của mình sau khi hợp đồng hết hạn.
Vào tháng 4 năm 2010, có tin đồn cho rằng Marvel đang tìm cách tạo ra các bộ phim trị giá 20–40 triệu đô la dựa trên các tài sản như Doctor Strange, Ka-Zar , Luke Cage, Dazzler và Power Pack.  Kevin Feige trả lời bằng cách nói, trong khi ngân sách nói chung không bao giờ được thảo luận sớm khi phát triển, Marvel đang xem xét các bộ phim cho tất cả các nhân vật được đề cập trong tin đồn, ngoại trừ Dazzler, người có quyền tại Fox.
Vào tháng 6 năm 2010, Marvel Entertainment thành lập một bộ phận truyền hình trong Marvel Studios, do Jeph Loeb làm Phó chủ tịch điều hành,  theo đó Marvel Animation sẽ được điều hành. Vào ngày 18 tháng 10, Walt Disney Studios Motion Pictures đã mua lại quyền phân phối The Avengers và Iron Man 3 từ Paramount Pictures  với logo và tín dụng của Paramount trên những bộ phim đó.
Vào ngày 22 tháng 8 năm 2011, theo lệnh của Disney, Studio đã sa thải hầu hết bộ phận tiếp thị của mình: Dana Precious, EVP của Tiếp thị Toàn cầu; Jeffrey Stewart, Phó chủ tịch Tiếp thị Toàn cầu và Jodi Miller, Giám đốc Tiếp thị Toàn cầu. Disney tiếp thị phim của Marvel.  Vào tháng 4 năm 2012, Công ty Walt Disney Trung Quốc, Marvel Studios và DMG Entertainment đã công bố thỏa thuận hợp tác sản xuất Iron Man 3 tại Trung Quốc. DMG tài trợ một phần, sản xuất tại Trung Quốc với Marvel, và xử lý các vấn đề đồng sản xuất. DMG cũng phân phối phim ở Trung Quốc song song với Disney.
Vào tháng 4 năm 2013, Marvel Studios đã chuyển các văn phòng điều hành sản xuất của mình từ Cơ sở Truyền thông Manhattan Beach Studios đến The Walt Disney Studios ở Burbank, California.
Vào ngày 2 tháng 7 năm 2013, Disney đã mua bản quyền phát hành Iron Man, Iron Man 2, Thor và Captain America: The First Avenger từ Paramount. Vào tháng 9 năm 2014, TNT mua bản quyền truyền hình cáp cho Avengers: Age of Ultron, Captain America: Civil War và ba bộ phim khác, để phát sóng trên mạng hai năm sau khi phát hành tại rạp. Các bộ phim trước đó đã được phát sóng trên FX từ năm 2008.

#### Công ty con của Walt Disney Studios
Vào tháng 8 năm 2015, Marvel Studios đã được đưa vào Walt Disney Studios, với Feige báo cáo trực tiếp với Chủ tịch Walt Disney Studios Alan Horn thay vì Giám đốc điều hành Marvel Entertainment Isaac Perlmutter. Marvel Television và công ty con Marvel Animation được đặt dưới quyền kiểm soát của Marvel Entertainment và Perlmutter.

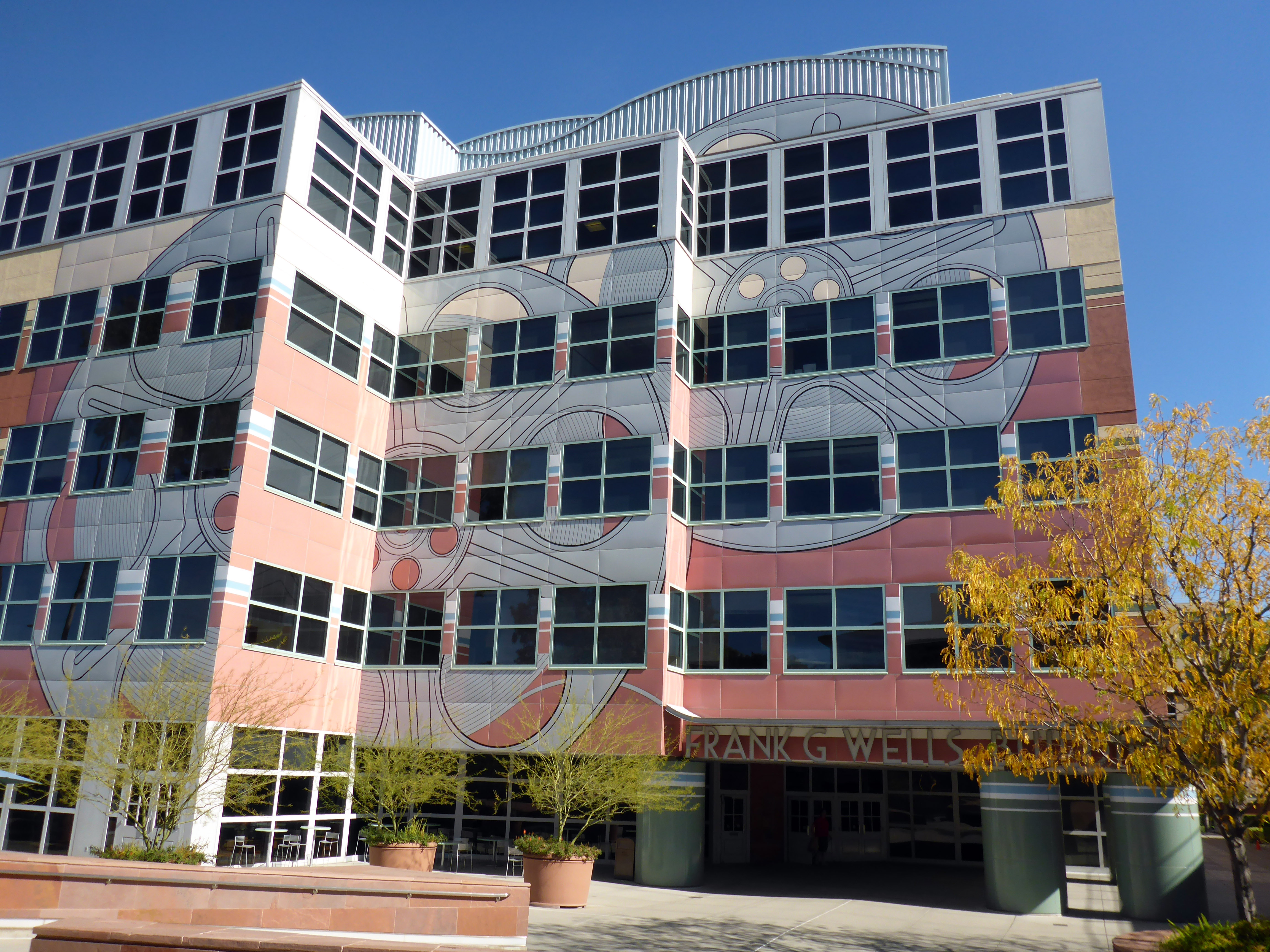
Tòa nhà Frank G. Wells, ngôi nhà của studio vào tháng 4 năm 2017.

Kể từ tháng 4 năm 2017, Marvel Studios được đặt tại tầng hai của Tòa nhà Frank G. Wells tại lô đất của xưởng phim Disney. Fast Company xếp Marvel Studios ở vị trí thứ 11 trong danh sách Các công ty đổi mới nhất thế giới năm 2018.
Vào tháng 9 năm 2018, có thông tin cho rằng Marvel Studios đang phát triển một số loạt phim giới hạn cho dịch vụ phát trực tuyến Disney+, tập trung vào các nhân vật "cấp hai" từ các bộ phim MCU, những người chưa và không có khả năng đóng vai chính trong phim của họ. Các nhân vật đang được xem xét cho loạt phim bao gồm Loki và Scarlet Witch , với các diễn viên thể hiện các nhân vật trong phim dự kiến sẽ đóng lại vai trò của họ cho loạt phim giới hạn. Mỗi sê-ri dự kiến sẽ dài từ sáu đến tám tập, với "kinh phí [ngân sách] khổng lồ ngang ngửa với những tác phẩm của hãng phim lớn". Loạt phim này sẽ được sản xuất bởi Marvel Studios chứ không phải là Marvel Television, với Feige "cầm tay chỉ việc" trong quá trình phát triển của từng loạt phim.
Vào tháng 10 năm 2019, Feige được trao chức danh Giám đốc sáng tạo, Marvel, và sẽ giám sát chỉ đạo sáng tạo của Marvel Television và Marvel Family Entertainment , cả hai đều được trở lại dưới biểu ngữ của Marvel Studios. Hai tháng sau, Marvel Television được gộp lại thành Marvel Studios, với Marvel Studios giám sát quá trình phát triển của tất cả các series của Marvel Television trong quá trình sản xuất tại thời điểm đóng máy. Karim Zreik, phó chủ tịch phụ trách chương trình và sản xuất hiện tại của Marvel Television, sẽ gia nhập Marvel Studios cùng với nhóm của mình để giám sát quá trình sản xuất loạt phim Marvel Television mà Marvel Studios kế thừa.
Vào tháng 7 năm 2021, trước loạt phim hoạt hình đầu tiên của studio What If ...?, phó chủ tịch điều hành sản xuất phim Victoria Alonso lưu ý rằng Marvel Studios đang tạo ra một "chi nhánh hoạt hình và xưởng phim nhỏ" để tập trung vào nhiều nội dung hoạt hình hơn ngoài What If ...?. Marvel Studios sẽ thuê ngoài các hoạt hình cho loạt phim hoạt hình của mình cho các hãng phim hoạt hình bên thứ ba, mặc dù giám đốc điều hành Brad Winderbaum chỉ ra rằng Marvel sẽ làm việc với các hãng phim Disney khác là Pixar và Walt Disney Animation Studios "trong những trường hợp thích hợp". Vào tháng 9 năm 2021, Alonso được thăng chức làm Chủ tịch Vật lý, Hậu kỳ, VFX và Hoạt hình. Vào tháng 11 năm 2021, Marvel Studios công bố loạt phim hoạt hình X-Men '97, sẽ là sự hồi sinh của loạt phim hoạt hình X-Men những năm 1990 và đặt trong sự tiếp nối của loạt phim đó.

## Bản quyền nhân vật
Marvel đã cấp phép bản quyền phim cho nhiều nhân vật của họ cho các hãng phim khác vào những năm 1990, bắt đầu với X-Men, Fantastic Four, Spider-Man, Daredevil và sau đó là Captain America, Iron Man, Thor, Hulk, Ant -Man, Wasp, Black Widow, Luke Cage, Punisher, Blade, Ghost Rider, Man-Thing, Black Panther và Deadpool trong số những người khác.
Vào tháng 2 năm 2015, Marvel Studios và Sony Pictures Entertainment thông báo rằng Người Nhện sẽ xuất hiện trong Vũ trụ Điện ảnh Marvel, với việc nhân vật này xuất hiện trong Captain America: Civil War và Sony phát hành Spider-Man: Homecoming do Feige và Pascal sản xuất vào ngày 7 tháng 7, 2017. Là một phần của thỏa thuận, Sony Pictures sẽ tiếp tục tài trợ, phân phối, sở hữu và có quyền kiểm soát sáng tạo cuối cùng đối với các bộ phim Người Nhện. Vào tháng 6 năm 2015, Feige làm rõ rằng thỏa thuận ban đầu của Sony không cho phép Người Nhện xuất hiện trong bất kỳ loạt phim truyền hình nào của MCU, vì nó "rất cụ thể ... với một số lượng qua lại nhất định được phép."
Vào tháng 9 năm 2019, có thông báo rằng Disney và Sony đã đạt được thỏa thuận mới cho phép Người Nhện xuất hiện trong bộ phim độc lập thứ ba (do Marvel Studios và Feige sản xuất) và một bộ phim Marvel Studios trong tương lai. Disney được cho là đồng tài trợ 25% bộ phim để đổi lấy 25% lợi nhuận của bộ phim trong thỏa thuận mới, đồng thời giữ lại quyền kinh doanh cho nhân vật.
Bảng dưới đây nêu chi tiết các quyền đã trả lại cho Marvel cùng với các hãng phim mà họ đã trả lại và năm họ trở lại.
| Năm  | Nhân vật               | Từ                               | Ghi chú / Nguồn |
| ---- | ---------------------- | -------------------------------- | --- |
| 2005 | Black Panther          | Columbia Pictures                | Bản quyền của Black Panther trước đây do Columbia Pictures và Artisan Entertainment nắm giữ. |
| 2005 | Iron Man               | New Line Cinema                  | [ 30 ] |
| 2006 | Thor                   | Columbia Pictures                | [ 31 ] |
| 2006 | Black Widow            | Lions Gate Entertainment         | [ 32 ] |
| 2006 | Hulk                   | Universal Pictures               | Quyền làm phim đối với Hulk được Universal Studios trao lại cho Marvel Studios, sau khi hãng phim này không thể bắt tay vào sản xuất phần tiếp theo của bộ phim Hulk năm 2003 của Ang Lee. Tuy nhiên, Universal vì đã để quyền hoàn lại cho Marvel trước khi chúng hết hạn, vẫn giữ quyền từ chối phân phối các bộ phim Hulk độc lập trong tương lai. |
| 2012 | Blade                  | New Line Cinema                  | [ 35 ] [ 36 ] |
| 2012 | Daredevil              | 20th Century Fox/New Regency     | [ 38 ] |
| 2013 | Ghost Rider            | Columbia Pictures                | [ 36 ] |
| 2013 | The Punisher           | Lions Gate Entertainment         | [ 36 ] |
| 2013 | Luke Cage              | Columbia Pictures                | [ 39 ] |
| 2014 | Namor                  | Universal Pictures               | Vào năm 2012, CCO Joe Quesada của Marvel Entertainment tin rằng quyền của Namor đã được chuyển lại cho Marvel, nhưng Feige cho biết vào tháng 8 năm 2013 điều này không phải như vậy. Tuy nhiên, Feige đã mở rộng vào tháng 7 năm 2014 khi nói rằng Marvel Studios, không phải Universal Pictures hay Legendary Pictures , có thể làm một bộ phim về Namor, "nhưng nó phức tạp hơn một chút. Hãy nói theo cách này - có những vướng mắc khiến nó ít hơn dễ dàng. Có những hợp đồng cũ hơn vẫn liên quan đến các bên khác có nghĩa là chúng tôi cần phải giải quyết mọi việc trước khi tiếp tục" Vào tháng 6 năm 2016, Quesada một lần nữa tuyên bố rằng, theo hiểu biết của mình, quyền làm phim đối với Namor đã được trao lại cho Marvel. Vào tháng 10 năm 2018, Feige lưu ý rằng nhân vật này có thể xuất hiện trong MCU, với hãng phim vẫn đang quyết định cách họ sẽ sử dụng nhân vật. |
| 2016 | Ego, the Living Planet | 20th Century Fox                 | 20th Century Fox đã có thể thay đổi sức mạnh của Negasonic Teenage Warhead cho Deadpool bằng cách trao cho Marvel Studios quyền đối với Ego the Living Planet, người xuất hiện trong Guardians of the Galaxy Vol. 2. |
| 2019 | Fantastic Four         | 20th Century Fox/Constantin Film | Năm 1986, Constantin Film ban đầu đã cấp phép bản quyền phim cho Fantastic Four từ Marvel và sản xuất một bộ phim kinh phí thấp chưa phát hành vào năm 1992 với New Horizon Studios của Roger Corman để gia hạn giấy phép . Marvel đã trả tiền để đổi lấy sự tiêu cực của bộ phim để Constantin có thể cấp phép lại bản quyền cho 20th Century Fox. Vào ngày 14 tháng 12 năm 2017, Disney đã đồng ý mua lại công ty mẹ của 20th Century Fox là 20th Century Fox, sau khi hãng này tách một số hoạt động kinh doanh của mình thành Fox Corporation. Thỏa thuận được hoàn tất vào ngày 20 tháng 3 năm 2019. |
| 2019 | X-Men                  | 20th Century Fox                 | Vào ngày 14 tháng 12 năm 2017, Disney đã đồng ý mua lại công ty mẹ của 20th Century Fox là 20th Century Fox, sau khi hãng này tách một số hoạt động kinh doanh của mình thành Fox Corporation. Thỏa thuận được hoàn tất vào ngày 20 tháng 3 năm 2019. |
| 2019 | Deadpool               | 20th Century Fox                 | Vào ngày 14 tháng 12 năm 2017, Disney đã đồng ý mua lại công ty mẹ của 20th Century Fox là 20th Century Fox, sau khi hãng này tách một số hoạt động kinh doanh của mình thành Fox Corporation. Thỏa thuận được hoàn tất vào ngày 20 tháng 3 năm 2019. |

## Marvel Knights
Được đặt theo dấu ấn cùng tên của người anh em cùng tên Marvel Comics, Marvel Knights cũng là tên được đặt cho một nhánh sản xuất của Marvel Studios dự định được sử dụng để sản xuất một số tựa phim đen tối và ít được biết đến hơn của Marvel. Bộ phim đầu tiên được sản xuất dưới biểu ngữ Marvel Knights là Punisher: War Zone, bản phát hành năm 2008 đã khởi động lại loạt phim Punisher. Năm 2011, Ghost Rider: Spirit of Vengeance là tựa thứ hai và cũng là tựa cuối cùng được phát hành dưới biểu ngữ Marvel Knights.
| Năm  | Phim                             | Dựa trên                   | Đối tác sản xuất                                                            | Nhà phân phối                                                | Kinh phí  | Doanh thu    |
| ---- | -------------------------------- | -------------------------- | --------------------------------------------------------------------------- | ------------------------------------------------------------ | --------- | ------------ |
| 2008 | Punisher: War Zone               | Punisher của Gerry Conway  | - Valhalla Entertainment - MHF Zweite Academy Film - SGF Entertainment Inc. | Lionsgate Films (US) Sony Pictures Releasing (International) | $35 triệu | $10.1 triệu  |
| 2011 | Ghost Rider: Spirit of Vengeance | Ghost Rider của Roy Thomas | - Crystal Sky Pictures - Hyde Park Entertainment - Image Nation             | Columbia Pictures                                            | $57 triệu | $132.6 triệu |

## Những người chủ chốt
Người đứng đầu hãng phim:
- Kevin Feige, chủ tịch
- Louis D'Esposito, đồng chủ tịch

Kevin Feige, chủ tịch Marvel Studios hiện tại.

- Victoria Alonso, chủ tịch vật lý, hậu kỳ, VFX và hoạt hình (trước đây là Phó Giám đốc Điều hành Sản xuất)

Các giám đốc điều hành sau đây được gọi là "Nghị viện Marvel Studios":
- Trinh Tran, Điều hành, Sản xuất và Phát triển
- Nate Moore, Phó Giám đốc Sản xuất và Phát triển
- Jonathan Schwartz, Phó Chủ tịch Sản xuất và Phát triển
- Brad Winderbaum, Trưởng bộ phận Truyền phát, Truyền hình và Hoạt hình  (trước đây là Phó Chủ tịch Sản xuất và Phát triển)
- Stephen Broussard
- Eric Carroll

Các giám đốc điều hành chính khác bao gồm:
- Ryan Meinerding, Trưởng phòng Phát triển Hình ảnh và Thiết kế Nhân vật  (trước đây là Giám sát Phát triển Hình ảnh)

## Biểu trưng
Bắt đầu với việc phát hành Người Nhện vào năm 2002, Marvel Studios đã giới thiệu logo sản xuất "sách lật" của mình, được tạo ra bởi Imaginary Forces. Biểu trưng này được đi kèm với âm nhạc từ điểm số của bộ phim, hiệu ứng âm thanh hoặc một bài hát, để dẫn dắt vào đầu phim. Đây là biểu tượng được nhìn thấy trước tất cả các bộ phim cho đến năm 2013, khi logo được cập nhật khi phát hành Thor: The Dark World, một lần nữa được tạo ra bởi Imaginary Forces. Kevin Feige tuyên bố rằng vì Marvel hiện là thực thể của riêng họ trong Công ty Walt Disney, nên "có vẻ như đã đến lúc phải cập nhật nó và có thứ gì đó quan trọng hơn như một biểu trưng độc lập trước các tính năng của chúng tôi" thay vì phải đi kèm với Logo của studio hoặc đối tác phân phối của Marvel. Feige nói thêm rằng "Chúng tôi không muốn phát minh lại bánh xe [với logo mới], nhưng chúng tôi muốn nó có cảm giác lớn hơn, có cảm giác đáng kể hơn, đó là lý do tại sao nó bắt đầu bằng cách lật, nhưng đột nhiên nó có nhiều chiều hơn như chúng ta xem qua các chữ cái và nó lộ ra với ánh kim loại trước khi chuyển sang màu trắng trên đỏ, logo Marvel nổi tiếng, với sự khởi sắc thêm khi xuất hiện và thông báo của Studios ở cuối từ Marvel. "Các lực lượng tưởng tượng đã sử dụng kỹ thuật hoạt hình tương tự trên biểu trưng cập nhật, giống như cách họ đã làm khi tạo phiên bản đầu tiên vào năm 2002. Họ được cung cấp vài trăm cuốn truyện tranh để chọn hình ảnh, cuối cùng chọn 120 cuốn "phổ biến và không dành riêng cho một nhân vật "và tạo ra một câu chuyện" nơi mỗi hình ảnh nói với hình ảnh trước và sau đó."
Logo mới đã xuất hiện trên tất cả các sản phẩm studio tiếp theo lấy bối cảnh trong Vũ trụ Điện ảnh Marvel thông qua Captain America: Civil War. Với việc bổ sung logo mới, Marvel Studios cũng thêm một sự phô trương đi kèm với logo, được sáng tác bởi Brian Tyler, người đã ghi điểm cho Iron Man 3, Thor: The Dark World và Avengers: Age of Ultron. Nó được giới thiệu trên các phim Thor: The Dark World , Captain America: The Winter Soldier và Guardians of the Galaxy.
Vào tháng 7 năm 2016, một logo và phần mở đầu mới khác đã được giới thiệu, với sự phô trương cập nhật, lần này được sáng tác bởi Michael Giacchino, người đã soạn nhạc cho Doctor Strange , Spider-Man: Homecoming và Spider-Man: Far From Home . Phần mở đầu mới bắt đầu với những tấm truyện tranh đã thấy trong hai phần trước, nhưng chuyển tiếp thành cảnh quay và nghệ thuật của các nhân vật trong các bộ phim của Vũ trụ Điện ảnh Marvel.  Nó được nhìn thấy lần đầu tiên trước Doctor Strange. Logo cập nhật được tạo ra bởi Perception, người lần đầu tiên được Marvel tiếp cận vào tháng 1 năm 2016 để cập nhật logo của họ. Feige đặc biệt yêu cầu Perception "kết hợp thương hiệu và các nhân vật mang tính biểu tượng thành một hình ảnh duy nhất, giới thiệu các anh hùng trong các dạng chữ cái của biểu tượng Marvel." Nhóm Perception đã giải quyết một khái niệm mà họ đặt tên là "Cách xây dựng một vũ trụ", "được thiết kế để tôn vinh [quá trình làm phim] bằng cách chạm vào" nguồn gốc của một bộ phim được lấy cảm hứng từ truyện tranh như thế nào, sau đó dẫn đến một kịch bản, tiếp theo là nghệ thuật ý tưởng, dẫn đến bộ phim cuối cùng. Perception đã nhìn vào biểu tượng "sách lật" ban đầu để lấy cảm hứng và dành sự tôn vinh cho nó trong lần mở mới, vì nó mở ra giống hệt biểu trưng của sổ lật. Tiếp theo, phần mở đầu bao gồm " nhiều dòng khác nhau được đưa ra trực tiếp từ các trang kịch bản của nhiều kịch bản khác nhau của Marvel ", với Perception chọn" cả những mục tiêu biểu tượng mà người hâm mộ yêu thích, cũng như những dòng giúp thiết lập chiều rộng của Vũ trụ Marvel. " thông qua một kho lưu trữ khổng lồ về nghệ thuật ý tưởng và sách "Nghệ thuật của ...", để chọn ra những hình ảnh mang tính biểu tượng nhất cho mỗi nhân vật được yêu thích. Sử dụng chính các bức tranh kỹ thuật số ban đầu, nhóm Perception làm hoạt hình từng hình ảnh được vẽ từ đầu. Điểm cuối cùng là ánh xạ tác phẩm nghệ thuật này lên các mô hình 3D để mang lại cho những bức tranh 2D này một cảm giác có chiều sâu khi máy quay di chuyển xung quanh chúng. "Cuối cùng, hơn 70 đoạn phim từ 13 bộ phim đã phát hành vào thời điểm đó đã được đưa vào, với Perception sắp xếp chúng theo cách mà họ gọi là "kho tiền" "nơi các cảnh quay phát quang phát trên các bức tường bên trong của biểu trưng "Marvel".
Một phiên bản sửa đổi của logo của Perception đã được giới thiệu tại Hội chợ triển lãm D23 2017 để kỷ niệm 10 năm thành lập MCU. Logo ra mắt với Avengers: Infinity War vào ngày 26 tháng 4 năm 2018 và được sử dụng lại trong Ant-Man and the Wasp. Với việc phát hành Captain Marvel, logo Perception hiện tại đã được thay đổi theo lệnh của Marvel Studios để vinh danh Stan Lee; Lee qua đời vào ngày 12 tháng 11 năm 2018, chỉ vài tháng trước khi bộ phim được phát hành.  Biểu trưng đã được thay đổi, thay thế các ký tự bằng khách mời MCU của Stan Lee và các lần xuất hiện công khai khác liên quan đến MCU, kèm theo dòng chữ "Cảm ơn Stan" trên màn hình đen. Tương tự, logo đã được sửa đổi cho phiên bản Disney+ của Black Panther, để tưởng nhớ Chadwick Boseman, người đã qua đời vào ngày 28 tháng 8 năm 2020. Logo đã được thay đổi, thay thế các nhân vật bằng hình ảnh và cảnh quay của T'Challa và Boseman. Logo ra mắt vào ngày 29 tháng 11 năm 2020, đó là sinh nhật lần thứ 44 của Boseman.